# Alexander Olegowitsch Baschenow
Alexander Olegowitsch Baschenow (russisch Александр Олегович Баженов, wiss. Transliteration Aleksandr Olegovič Baženov; * 13. Juli 1995 in Juschno-Sachalinsk) ist ein russischer Skispringer.

## Werdegang
Alexander Baschenow gab sein internationales Debüt im Rahmen des FIS Cup am 12. Dezember 2013 in Notodden. Als Siebenter sprang er dabei auf Anhieb unter die besten zehn. Nach zwei fünften Plätzen im rumänischen Râșnov im Februar 2014 reiste er mit dem russischen B-Kader zum Skisprung-Continental-Cup (COC) nach Falun. Sein Debüt in dieser Serie gab er am 1. März 2014 mit einem 49. Platz von der Normalschanze. Am 14. März sammelte er mit Rang 27 in Nischni Tagil seine ersten vier Punkte, mit welchen er Rang 170 in der Gesamtwertung des Continental Cup erreichte. Ab September 2014 kam Basschenow erneut im FIS-Cup zum Einsatz, wo er jedoch nur schwer zu den Leistungen des Vorjahres fand. Trotz magerer Punkteausbeute startete er im Januar 2015 wieder im Continental Cup. Im japanischen Sapporo sprang er im ersten von drei Springen erneut in die Punkteränge. Bei den folgenden Nordischen Junioren-Skiweltmeisterschaften 2015 in Almaty sprang er im Einzel auf Rang 35, bevor er mit der Mannschaft im Teamspringen Platz 11 belegte. In Nischni Tagil sammelte Baschenow zum Saisonende erneut COC-Punkte. An gleicher Stelle gab er schließlich am 11. Dezember 2015 sein Debüt im Skisprung-Weltcup, blieb aber in beiden Springen ohne Punkte. In der Folge verblieb er weiter im Continental Cup, konnte dort jedoch keine weiteren Erfolge feiern. Im Januar nahm er an der Qualifikation zum Weltcup in Sapporo teil, scheiterte aber als 45 bereits vor dem Wettbewerb.
Am 10. September 2016 gab Baschenow sein Debüt im Skisprung-Grand-Prix, erreichte aber in Tschaikowski als 44. nicht den zweiten Durchgang. Für den Winter 2016/17 erhielt Baschenow erneut einen Startplatz im B-Kader. Bereits im dritten Springen in Vikersund gelang ihm erneut der Gewinn von COC-Punkten. Anfang Februar startete Baschenow bei der Winter-Universiade 2017 in Almaty. Nach einem zehnten Platz im Einzelspringen gewann er gemeinsam mit Roman Trofimow und Michail Maximotschkin im Teamspringen die Goldmedaille. In der Folge nahm er erneut an den Weltcup-Qualifikationen in Sapporo und Pyeongchang teil. Dabei gelang ihm jedoch nur in Pyeongchang der Sprung in den Wettbewerb, wo er jedoch erneut ohne Punkte nach Durchgang eins ausschied. Beim im März erstmals ausgetragenen Raw Air 2017 erreichte er durch die Teilnahme an den Teamspringen am Ende Rang 65 der Gesamtwertung. In den Einzelspringen verpasste er durchweg die Qualifikation. Beim Skifliegen in Vikersund gelang ihm ebenso wenig der Sprung in den Wettbewerb. Lediglich mit der Mannschaft erreichte er im Mannschaftsfliegen Rang 11.
Bei den russischen Sommermeisterschaften 2020 gewann Baschenow den Meistertitel von der Normalschanze, ehe er zwei Tage später von der Großschanze nach einem Sturz im ersten Durchgang Zehnter wurde.
In der Saison 2021/22 gelang Baschenow erstmals eine Platzierung in den Punkterängen. Am Ende erreichte er den 71. Platz in der Weltcup-Gesamtwertung.

## Statistik

### Weltcup-Platzierungen
| Saison  | Platz | Punkte |
| ------- | ----- | ------ |
| 2021/22 | 74.   | 6      |

### Raw-Air-Platzierungen
| Saison | Platz | Punkte |
| ------ | ----- | ------ |
| 2017   | 65.   | 450,1  |

### Continental-Cup-Platzierungen
| Saison  | Sommer | Sommer | Winter | Winter | Gesamt | Gesamt |
| Saison  | Platz  | Punkte | Platz  | Punkte | Platz  | Punkte |
| ------- | ------ | ------ | ------ | ------ | ------ | ------ |
| 2013/14 | –      | –      | 137.   | 004    | 170.   | 004    |
| 2014/15 | –      | –      | 094.   | 024    | 129.   | 024    |
| 2015/16 | 089.   | 011    | 106.   | 009    | 126.   | 020    |
| 2016/17 | –      | –      | 106.   | 021    | 137.   | 021    |
| 2017/18 | 071.   | 028    | 121.   | 003    | 112.   | 031    |
| 2018/19 | 070.   | 030    | 096.   | 016    | 095.   | 046    |
| 2020/21 | –      | –      | –      | –      | 083.   | 012    |
| 2021/22 | –      | –      | 083.   | 021    | 119.   | 021    |